# Seznam medailistů na mistrovství Československa a Česka mužů a žen v běhu na 800 m

### Muži
| Rok          | Místo              | Zlato                          | Výkon           | Stříbro                        | Bronz                         |
| ------------ | ------------------ | ------------------------------ | --------------- | ------------------------------ | ----------------------------- |
| MR ČSR 1945  | Praha              | Přemysl Dolenský               | 1:58,0          | Luboš Vomáčka                  | Václav Čevona                 |
| MR ČSR 1946  | Praha              | Tomáš Šalé                     | 1:57,3          | Luboš Vomáčka                  | Antonín Slavík                |
| MR ČSR 1947  | Praha              | Václav Winter                  | 1:54,6          | Luboš Vomáčka                  | Jan Fučikovský                |
| MR ČSR 1948  | Praha              | Václav Winter                  | 1:53,8          | Václav Čevona                  | Milan Ogoun                   |
| MR ČSR 1949  | Praha              | Václav Winter                  | 1:56,5          | Čestmír Kodrle                 | Oto Melichařík                |
| MR ČSR 1950  | Bratislava         | Václav Aim                     | 1:54,2          | Otto Melichařík                | Čestmír Kodrle                |
| MR ČSR 1951  | Brno               | Čestmír Kodrle                 | 1:53,9          | Alexander Zvolenský            | Stanislav Zaoral              |
| MR ČSR 1952  | Praha              | Stanislav Jungwirth            | 1:52,5          | Alfréd Stržínek                | Ludvík Liška                  |
| MR ČSR 1953  | Praha              | Alfréd Stržínek                | 1:54,6          | Ludvík Liška                   | Dušan Čikel                   |
| MR ČSR 1954  | Ostrava            | Ludvík Liška                   | 1:53,3          | Dušan Čikel                    | Jaroslav Heger                |
| MR ČSR 1955  | Brno               | Stanislav Jungwirth            | 1:52,8          | Vlastimil Brlica               | Jan Gála                      |
| MR ČSR 1956  | Bratislava         | Ludvík Liška                   | 1:51,8          | Alfréd Stržínek                | Jaroslav Heger                |
| MR ČSR 1957  | Praha              | Stanislav Jungwirth            | 1:50,4          | Čeněk Hanka                    | Jaroslav Heger                |
| MR ČSR 1958  | Ostrava            | Čeněk Hanka                    | 1:51,8          | Tomáš Salinger                 | Pavol Havrlent                |
| MR ČSR 1959  | Praha              | Tomáš Salinger                 | 1:50,8          | Peter Klekner                  | Vladimír Macháč               |
| MR ČSSR 1960 | Brno               | Josef Odložil                  | 1:51,9          | Tomáš Salinger                 | Jaromír Šlégr                 |
| MR ČSSR 1961 | Praha              | Milan Jílek                    | 1:50,1          | Josef Odložil                  | Jan Kasal                     |
| MR ČSSR 1962 | Ostrava            | Josef Odložil                  | 1:51,0          | Jaromír Šlégr                  | Jan Kasal                     |
| MR ČSSR 1963 | Hradec Králové     | Josef Odložil                  | 1:52,7          | Milan Jílek                    | Tomáš Jungwirth               |
| MR ČSSR 1964 | Praha              | Jan Kasal                      | 1:49,2          | Tomáš Jungwirth                | Petr Bláha                    |
| MR ČSSR 1965 | Zábřeh             | Tomáš Jungwirth                | 1:49,1          | Petr Bláha                     | Jan Kasal                     |
| MR ČSSR 1966 | Třinec             | Tomáš Jungwirth                | 1:47,8          | Pavel Pěnkava                  | Petr Bláha                    |
| MR ČSSR 1967 | Sokolov            | Jan Kasal                      | 1:51,7          | Pavel Pěnkava                  | Pavel Hruška                  |
| MR ČSSR 1968 | Jablonec nad Nisou | Jozef Plachý a Tomáš Jungwirth | 1:53,6          | nikdo                          | Jan Kasal                     |
| MR ČSSR 1969 | Považská Bystrica  | Jozef Plachý                   | 1:46,8          | Tomáš Jungwirth                | Antonín Štrupl                |
| MR ČSSR 1970 | Ostrava            | Jozef Plachý                   | 1:47,1          | Antonín Štrupl                 | Ján Šišovský                  |
| MR ČSSR 1971 | Praha              | Jozef Plachý                   | 1:49,3          | Jozef Samborský                | Tomáš Jungwirth               |
| MR ČSSR 1972 | Praha              | Jozef Plachý                   | 1:47,1          | Jozef Samborský                | Ján Šišovský                  |
| MR ČSSR 1973 | Banská Bystrica    | Jozef Plachý                   | 1:48,6          | Tomáš Jungwirth                | Radek Jahn                    |
| MR ČSSR 1974 | Praha              | Jozef Plachý                   | 1:47,9          | Ján Šišovský                   | Ladislav Kárský               |
| MR ČSSR 1975 | Bratislava         | Jozef Plachý                   | 1:48,0          | Tomáš Linhart                  | Milan Timko                   |
| MR ČSSR 1976 | Třinec             | Jozef Plachý                   | 1:47,72         | Ján Šišovský                   | Jozef Samborský               |
| MR ČSSR 1977 | Ostrava            | Jozef Plachý                   | 1:48,6          | Jozef Samborský                | Milan Timko                   |
| MR ČSSR 1978 | Praha              | Milan Timko                    | 1:51,37         | Milan Richtárik                | Vladimír Dlouhý               |
| MR ČSSR 1979 | Praha              | Josef Vedra                    | 1:49,3          | Jozef Plachý                   | Martin Kamenský a Jiří Dlouhý |
| MR ČSSR 1980 | Praha              | Jiří Dlouhý                    | 1:49,8          | Ján Bičian                     | Jaroslav Eichler              |
| MR ČSSR 1981 | Ostrava            | Jan Kubista                    | 1:49,36         | Gajdar Ajodnitov               | Josef Vedra                   |
| MR ČSSR 1982 | Praha              | Jan Kubista                    | 1:48,1          | Martin Kamenský                | Tomáš Tůma                    |
| MR ČSSR 1983 | Praha              | Jan Kubista                    | 1:47,58         | Ján Bičian                     | Leoš Dvořák                   |
| MR ČSSR 1984 | Praha              | Luboš Šubrt                    | 1:49,13         | Vladimír Slouka                | Marcel Theer                  |
| MR ČSSR 1985 | Praha              | Luboš Šubrt                    | 1:49,16         | Tomáš Tůma                     | Marcel Theer                  |
| MR ČSSR 1986 | Bratislava         | Milan Drahoňovský              | 1:48,01         | Luboš Šubrt                    | Marcel Theer                  |
| MR ČSSR 1987 | Třinec             | Marcel Theer                   | 1:48,59         | Milan Drahoňovský              | Petr Nechanický               |
| MR ČSSR 1988 | Praha              | Milan Drahoňovský              | 1:48,08         | Pavel Hujer                    | Petr Mareš                    |
| MR ČSSR 1989 | Banská Bystrica    | Marcel Theer                   | 1:50,94         | Pavel Hujer                    | Jaromír Skalický              |
| MR ČSFR 1990 | Praha              | Pavel Soukup                   | 1:49,83         | Pavel Hujer                    | Milan Kobulnický              |
| MR ČSFR 1991 | Ostrava            | Pavel Soukup                   | 1:49,42         | Vlastimil Kunovjánek           | Ibrahim Farah                 |
| MR ČSFR 1992 | Nitra              | Pavel Soukup                   | 1:49,35         | Kamil Hůrka                    | Václav Hřích                  |
| MR ČR 1993   | Jablonec nad Nisou | Václav Hřích                   | 1:49,01         | Lubomír Stloukal a Kamil Hůrka | xxx                           |
| MR ČR 1994   | Jablonec nad Nisou | Pavel Soukup                   | 1:52,35         | Kamil Hůrka                    | Jaroslav Haršany              |
| MR ČR 1995   | Ostrava            | Pavel Soukup                   | 1:47,81         | Martin Jareš                   | Luboš Stloukal                |
| MR ČR 1996   | Praha              | Filip Jedlík                   | 1:53,08         | Roman Oravec                   | Karel Znojil                  |
| MR ČR 1997   | Třinec             | Lukáš Vydra                    | 1:51,45         | Karel Znojil                   | Kamil Hůrka                   |
| MR ČR 1998   | Jablonec nad Nisou | Lukáš Vydra                    | 1:50,72         | Karel Znojil                   | Jan Verner                    |
| MR ČR 1999   | Ostrava            | Karel Znojil                   | 1:49,44         | Martin Jareš                   | Pavel Soukup                  |
| MR ČR 2000   | Plzeň              | Roman Oravec                   | 1:50,19         | Pavel Soukup                   | Martin Jareš                  |
| MR ČR 2001   | Jablonec nad Nisou | Stanislav Tábor                | 1:49,04         | Karel Znojil                   | Pavel Soukup                  |
| MR ČR 2002   | Ostrava            | Ondřej Křička                  | 1:49,32         | Stanislav Tábor                | Lukáš Musil                   |
| MR ČR 2003   | Olomouc            | Roman Oravec                   | 1:53,97         | Michal Šneberger               | Lukáš Musil                   |
| MR ČR 2004   | Plzeň              | Michal Šneberger               | 1:48,38         | Stanislav Tábor                | David Maťašovský              |
| MR ČR 2005   | Kladno             | Michal Šneberger               | 1:46,94         | Jaroslav Růža                  | Jiří Doupovec                 |
| MR ČR 2006   | Praha              | Michal Šneberger               | 1:50,32         | Aleš Veselý                    | Martin Hrstka                 |
| MR ČR 2007   | Třinec             | Richard Svoboda                | 1:53,89         | Petr Ondroušek                 | Martin Hošek                  |
| MR ČR 2008   | Tábor              | Jakub Holuša                   | 1:50,86         | Michal Šneberger               | Miroslav Kaplan               |
| MR ČR 2009   | Praha              | Jiří Doupovec                  | 1:50,99         | Martin Hrstka                  | Richard Svoboda               |
| MR ČR 2010   | Třinec             | Jan Kubista                    | 1:55,11         | Martin Hošek                   | Tomáš Belada                  |
| MR ČR 2011   | Brno               | Martin Hošek                   | 1:51,30         | Jakub Ševčík                   | Matěj Blahůt                  |
| MR ČR 2012   | Vyškov             | Miroslav Burian                | 1:52,06         | Martin Čapek                   | Martin Hošek                  |
| MR ČR 2013   | Tábor              | Tomáš Vystrk                   | 1:53,17         | Jan Pokorný                    | Jakub Ševčík                  |
| MR ČR 2014   | Ostrava            | Miroslav Burian                | 1:50,42         | Matěj Pavlíček                 | Martin Sadil                  |
| MR ČR 2015   | Plzeň              | Matěj Pavlíček                 | 1:51,22         | Tomáš Vystrk                   | Martin Sadil                  |
| MR ČR 2016   | Tábor              | Martin Sadil                   | 1:54,61         | Matěj Pavlíček                 | Filip Šnejdr                  |
| MR ČR 2017   | Třinec             | Filip Šnejdr                   | 1:53,02         | Matěj Pavlíček                 | Adam Zenkl                    |
| MR ČR 2018   | Kladno             | Lukáš Hodboď                   | 1:47,36         | Jan Kubista                    | Lukáš Symerský                |
| MR ČR 2019   | Brno               | Filip Šnejdr                   | 1:47,05         | Hakim Saleh                    | Tomáš Vystrk                  |
| MR ČR 2020   | Plzeň              | Lukáš Hodboď                   | 1:47,98         | Tomáš Vystrk                   | Filip Šnejdr                  |
| MR ČR 2021   | Zlín               | Filip Šnejdr                   | 1:46,33         | Lukáš Hodboď                   | Jakub Davidík                 |
| MR ČR 2022   | Hodonín            | Tomáš Vystrk                   | 1:46,53         | Filip Šnejdr                   | Jakub Davidík                 |
| MR ČR 2023   | Tábor              | Jakub Dudycha                  | 1:47,68         | Filip Šnejdr                   | Daniel Kotyza                 |
| MR ČR 2024   | Zlín               | Jakub Dudycha                  | 1:45,23 Rek. MR | Daniel Kotyza                  | Michal Hroch                  |
| MR ČR 2025   |                    |                                |                 |                                |                               |

### Ženy
| Rok          | Místo              | Zlato                      | Výkon           | Stříbro                | Bronz                     |
| ------------ | ------------------ | -------------------------- | --------------- | ---------------------- | ------------------------- |
| MR ČSR 1945  | Praha              | nebylo na programu         | xxx             | nebylo na programu     | nebylo na programu        |
| MR ČSR 1946  | Praha              | Marie Matesová             | 2:30,4          | Marie Řehořová         | Věra Kolářová             |
| MR ČSR 1947  | Praha              | Marie Matesová             | 2:28,8          | Marie Řehořová         | Miluše Hovorková          |
| MR ČSR 1948  | Praha              | nebylo na programu         | xxx             | nebylo na programu     | nebylo na programu        |
| MR ČSR 1949  | Praha              | Marie Matesová             | 2:30,0          | Anna Trčková           | Miloslava Hulová          |
| MR ČSR 1950  | Bratislava         | Krista Junková             | 2:25,5          | Bedřiška Müllerová     | Jitka Procházková         |
| MR ČSR 1951  | Brno               | Bedřiška Müllerová         | 2:22,4          | Kristina Junková       | Marie Bartáková-Matesová  |
| MR ČSR 1952  | Praha              | Bedřiška Müllerová         | 2:16.6          | Marie Bartáková        | Kristina Junková          |
| MR ČSR 1953  | Praha              | Bedřiška Müllerová         | 2:16,5          | Marie Bartáková        | Květoslava Navrátilová    |
| MR ČSR 1954  | Ostrava            | Bedřiška Müllerová         | 2:17,0          | Marie Bartáková        | Květoslava Navrátilová    |
| MR ČSR 1955  | Brno               | Bedřiška Müllerová         | 2:18,2          | Květoslava Navrátilová | Dagmar Košilková-Kučerová |
| MR ČSR 1956  | Bratislava         | Bedřiška Müllerová         | 2:13,5          | Dagmar Košilková       | Danuše Andrlová           |
| MR ČSR 1957  | Praha              | Bedřiška Müllerová         | 2:16,6          | Olga Fomenková         | Marta Pospíšilová         |
| MR ČSR 1958  | Ostrava            | Bedřiška Kulhavá-Müllerová | 2:12,8          | Dagmar Šafránková      | Olga Fomenková            |
| MR ČSR 1959  | Praha              | Bedřiška Kulhavá           | 2:11,8          | Monika Kropáčová       | Olga Fomenková            |
| MR ČSSR 1960 | Brno               | Bedřiška Kulhavá           | 2:09,9          | Monika Kropáčová       | Olga Fomenková            |
| MR ČSSR 1961 | Praha              | Bedřiška Kulhavá           | 2:10,3          | Monika Kropáčová       | Jaroslava Jehličková      |
| MR ČSSR 1962 | Ostrava            | Dobroslava Žáková          | 2:16,4          | Jaroslava Jehličková   | Jarmila Popelková         |
| MR ČSSR 1963 | Hradec Králové     | Dobroslava Žáková          | 2:11,7          | Jarmila Popelková      | Bedřiška Kulhavá          |
| MR ČSSR 1964 | Praha              | Dobroslava Žáková          | 2:09,6          | Jaroslava Jehličková   | Emília Ovádková           |
| MR ČSSR 1965 | Zábřeh             | Dobroslava Žáková          | 2:08,1          | Marie Ingrová          | Jaroslava Jehličková      |
| MR ČSSR 1966 | Třinec             | Jaroslava Jehličková       | 2:09,0          | Marie Ingrová          | Dobroslava Žáková         |
| MR ČSSR 1967 | Sokolov            | Emília Ovádková            | 2:08,0          | Věra Bušová            | Dobroslava Žáková         |
| MR ČSSR 1968 | Jablonec nad Nisou | Jaroslava Jehličková       | 2:07,4          | Emília Ovádková        | Marie Pospíšilová         |
| MR ČSSR 1969 | Považská Bystrica  | Jaroslava Jehličková       | 2:09,6          | Jarmila Hradecká       | Miluše Hrstková           |
| MR ČSSR 1970 | Ostrava            | Marie Otová-Brabcová       | 2:09,1          | Marie Pospíšilová      | Ľudmila Lovečková         |
| MR ČSSR 1971 | Praha              | Jaroslava Jehličková       | 2:07,7          | Marie Otová            | Miroslava Margoldová      |
| MR ČSSR 1972 | Praha              | Helena Nerudová            | 2:10,3          | Miluše Polanská        | Ľudmila Hlaváčková        |
| MR ČSSR 1973 | Banská Bystrica    | Libuše Suchánková          | 2:09,8          | Miroslava Margoldová   | Helena Nerudová           |
| MR ČSSR 1974 | Praha              | Jindřiška Heřmanská        | 2:07,0          | Helena Nerudová        | Jindřiška Červená         |
| MR ČSSR 1975 | Bratislava         | Drahomíra Fuxová           | 2:08,7          | Jozefína Čerchlanová   | Zdena Stibůrková          |
| MR ČSSR 1976 | Třinec             | Drahomíra Zvoníčková       | 2:05,10         | Jozefína Čerchlanová   | Vlasta Babecová           |
| MR ČSSR 1977 | Ostrava            | Jozefína Čerchlánová       | 2:05,5          | Drahomíra Zvoníčková   | Vlasta Babecová           |
| MR ČSSR 1978 | Praha              | Jozefína Čerchlanová       | 2:00,10         | Ivana Kleinová         | Alena Pavlíková           |
| MR ČSSR 1979 | Praha              | Eva Ráková                 | 2:07,4          | Helena Müllerová       | Jindřiška Červená         |
| MR ČSSR 1980 | Praha              | Dagmar Kubálková           | 2:07,9          | Eva Ráková             | Jindřiška Červená         |
| MR ČSSR 1981 | Ostrava            | Zuzana Moravčíková         | 2:07,77         | Dana Kubálková         | Mária Gužíková            |
| MR ČSSR 1982 | Praha              | Dagmar Kubálková           | 2:09,33         | Ludmila Marvánová      | Magda Nebovidská          |
| MR ČSSR 1983 | Praha              | Dagmar Tesáčková           | 2:06,70         | Ludmila Marvánová      | Ivana Hlaváčková          |
| MR ČSSR 1984 | Praha              | Zuzana Moravčíková         | 2:03,18         | Ivana Hlaváčková       | Dagmar Šubrtová           |
| MR ČSSR 1985 | Praha              | Jarmila Kratochvílová      | 1:56,27 Rek. MR | Milena Strnadová       | Jiřina Kročová            |
| MR ČSSR 1986 | Bratislava         | Petra Pokorná              | 2:05,13         | Michaela Kolcová       | Mária Havlová-Gužíková    |
| MR ČSSR 1987 | Třinec             | Gabriela Sedláková         | 2:00,42         | Jarmila Kratochvílová  | Petra Pokorná             |
| MR ČSSR 1988 | Praha              | Gabriela Sedláková         | 2:04,90         | Jana Šmidáková         | Pavla Soukupová           |
| MR ČSSR 1989 | Banská Bystrica    | Gabriela Sedláková         | 2:02,09         | Petra Pokorná          | Věra Brücknerová          |
| MR ČSFR 1990 | Praha              | Ivana Kubešová             | 2:04,51         | Gabriela Sedláková     | Helena Dziurová           |
| MR ČSFR 1991 | Ostrava            | Gabriela Sedláková         | 2:03,55         | Milena Strnadová       | Helena Dziurová           |
| MR ČSFR 1992 | Nitra              | Helena Dziurová            | 2:05,83         | Gabriela Sedláková     | Andrea Šuldesová          |
| MR ČR 1993   | Jablonec nad Nisou | Eva Kasalová               | 2:06,79         | Romana Sanigová        | Andrea Šuldesová          |
| MR ČR 1994   | Jablonec nad Nisou | Ludmila Formanová          | 2:02,60         | Andrea Šuldesová       | Romana Sanigová           |
| MR ČR 1995   | Ostrava            | Ludmila Formanová          | 2:01,52         | Andrea Šuldesová       | Radka Lukavská            |
| MR ČR 1996   | Praha              | Eva Kasalová               | 2:11,57         | Lenka Švaňhalová       | Michaela Kutišová         |
| MR ČR 1997   | Třinec             | Ludmila Formanová          | 2:02,27         | Andrea Šuldesová       | Michaela Nová             |
| MR ČR 1998   | Jablonec nad Nisou | Eva Kasalová               | 2:04,18         | Lenka Švaňhalová       | Petra Sedláková           |
| MR ČR 1999   | Ostrava            | Ludmila Formanová          | 2:02,42         | Eva Kasalová           | Petra Sedláková           |
| MR ČR 2000   | Plzeň              | Ludmila Formanová          | 1:59,55         | Michaela Kutišová      | Petra Lochmanová          |
| MR ČR 2001   | Jablonec nad Nisou | Helena Fuchsová            | 2:02,57         | Petra Sedláková        | Renata Hoppová            |
| MR ČR 2002   | Ostrava            | Renata Hoppová             | 2:04,83         | Petra Lochmanová       | Michaela Nová             |
| MR ČR 2003   | Olomouc            | Petra Lochmanová           | 2:06,70         | Veronika Mráčková      | Lenka Kalábová            |
| MR ČR 2004   | Plzeň              | Veronika Mráčková          | 2:05,72         | Michaela Nová          | Lenka Masná               |
| MR ČR 2005   | Kladno             | Petra Lochmanová           | 2:07,69         | Veronika Mráčková      | Tereza Šedivá             |
| MR ČR 2006   | Praha              | Veronika Mráčková          | 2:04,45         | Petra Lochmanová       | Lenka Masná               |
| MR ČR 2007   | Třinec             | Alena Rücklová             | 2:08,92         | Veronika Mráčková      | Lenka Kalábová            |
| MR ČR 2008   | Tábor              | Lenka Masná                | 2:06,68         | Veronika Mráčková      | Tereza Šedivá             |
| MR ČR 2009   | Praha              | Veronika Mráčková          | 2:07,60         | Radka Janoušová        | Karolína Jahelková        |
| MR ČR 2010   | Třinec             | Lenka Masná                | 2:02,10         | Sylva Škabrahová       | Diana Mezuliáníková       |
| MR ČR 2011   | Brno               | Tereza Čapková             | 2:04,53         | Diana Mezuliáníková    | Jana Melichová            |
| MR ČR 2012   | Vyškov             | Sylva Škabrahová           | 2:08,29         | Dana Šatrová           | Diana Mezuliáníková       |
| MR ČR 2013   | Tábor              | Eliška Kutrová             | 2:11,14         | Olga Půčková           | Martina Brejchová         |
| MR ČR 2014   | Ostrava            | Alena Ulrichová            | 2:10,16         | Michaela Drábková      | Eliška Kutrová            |
| MR ČR 2015   | Plzeň              | Diana Mezuliáníková        | 2:07,74         | Kateřina Hálová        | Alena Ulrichová           |
| MR ČR 2016   | Tábor              | Vendula Hluchá             | 2:09,79         | Lenka Masná            | Eliška Kutrová            |
| MR ČR 2017   | Třinec             | Kateřina Hálová            | 2:08,81         | Alena Ulrichová        | Vendula Hluchá            |
| MR ČR 2018   | Kladno             | Simona Vrzalová            | 2:10,64         | Diana Mezuliáníková    | Kristiina Sasínek Mäki    |
| MR ČR 2019   | Brno               | Kristiina Sasínek Mäki     | 2:08,41         | Vendula Hluchá         | Diana Mezuliáníková       |
| MR ČR 2020   | Plzeň              | Vendula Hluchá             | 2:09,75         | Diana Mezuliáníková    | Adéla Sádlová             |
| MR ČR 2021   | Zlín               | Kimberley Ficenec          | 2:04,52         | Adéla Sádlová          | Anna Šimková              |
| MR ČR 2022   | Hodonín            | Adéla Sádlová              | 2:05,29         | Kimberley Ficenec      | Anna Suráková             |
| MR ČR 2023   | Tábor              | Kimberley Ficenec          | 2:03,99         | Pavla Štoudková        | Natálie Millerová         |
| MR ČR 2024   | Zlín               | Kimberley Ficenec          | 2:00,68         | Pavla Štoudková        | Adéla Holubová            |
| MR ČR 2025   |                    |                            |                 |                        |                           |